# Skoghalls IF
Skoghalls IF var en idrottsförening i Skoghall i Sverige, som bildades 1919 och bedrev bandy och fotboll. I bandy har klubben spelat fyra säsonger i Sveriges högsta division, 1940, 1942, 1946 och 1947. I fotboll har klubben spelat i Sveriges tredje högsta division.
1963 gick klubben samman med Vidöns IK och bildade IFK Skoghall.